# Неуязвимая мишень
Неуязвимая мишень (кит. 男兒本色) — художественный фильм совместного производства киностудий Гонконга и Китая, снятый режиссёром Бенни Чаном в 2007 году.

## Сюжет
Во время ограбления бронированного инкассаторского автомобиля, перевозившего 100 000 000 долларов, бандитами, которые называют себя «Ронин Ган», случайно погибает девушка. Три молодых детектива во главе с Чан Чунь занимаются поиском преступников, среди них её жених, простой гонконгский полицейский, который никак не может пережить смерть любимой, поэтому и соглашается отныне на самые отчаянные операции. Однажды его команда выходит на тех самых бандитов, из-за которых и погибла его невеста. Детективы стремятся помешать им совершить ограбление другого крупного банка. Герой готов ради их поимки пойти на любые жертвы и что самое важное — таких как он ещё двое…

## В ролях
- Николас Се — детектив Чан Чунь
- Джейси Чан — офицер Вэй Кинг Хо
- Шон Юе
- Джеки Ву
- Лиза Лу — Янь Лу
- Энди Он — Тянь Ен-ие
- Кэнди Лю
- Элэнн Квонг
- Сэм Ли
- Кен Ло